# Gabriel Bengtsson Oxenstierna

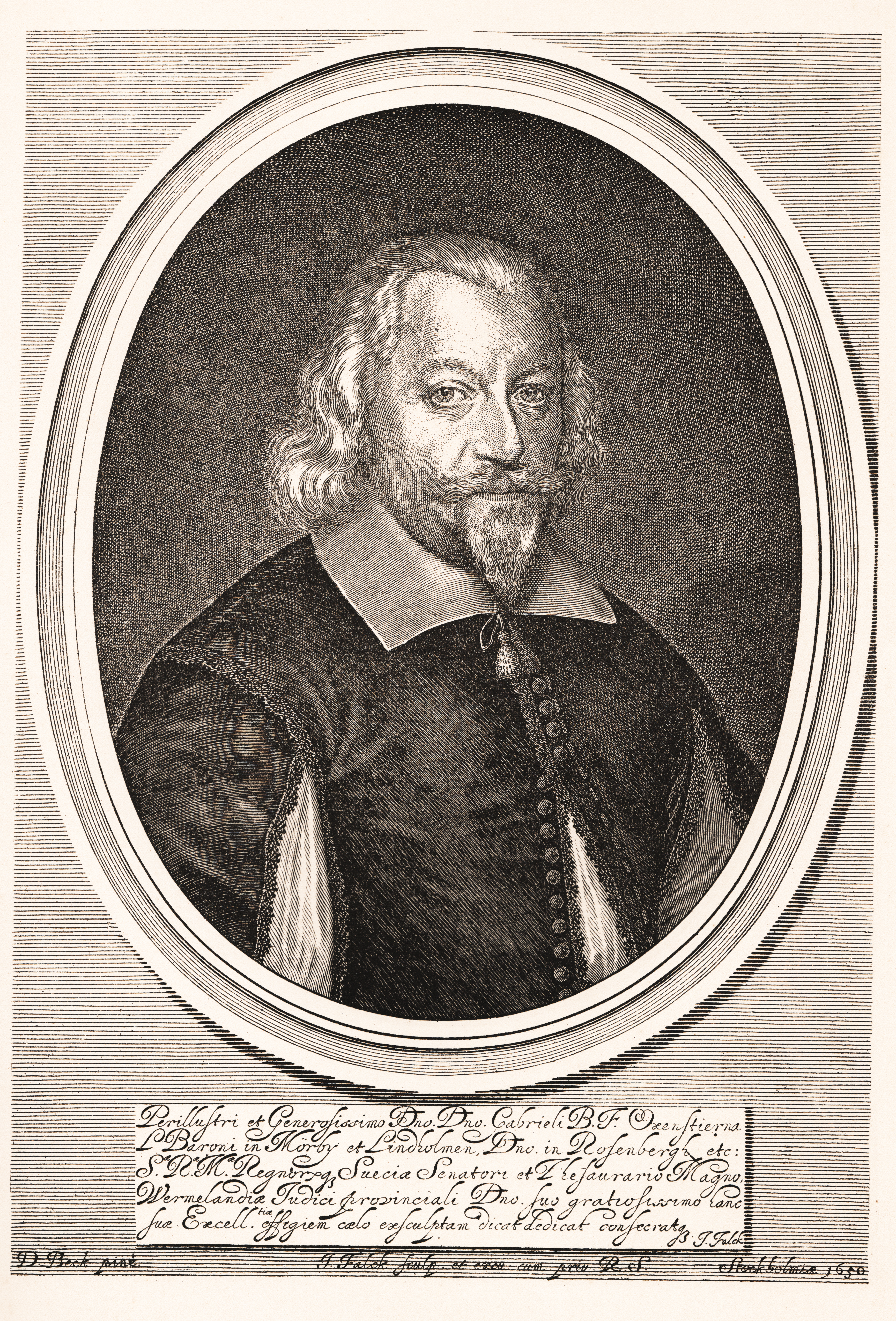
Gabriel Bengtsson Oxenstierna, Stich von Jeremias Falck (1650)

Freiherr Gabriel Bengtsson Oxenstierna, seit 1651 Graf auf Korsholm und Vasa, (schwedisch friherre Gabriel Bengtsson Oxenstierna af Eka och Lindö, greve av Korsholm och Vasa; * 7. Junijul. / 17. Juni 1586greg. in Lindholmen; † 2. Dezemberjul. / 12. Dezember 1656greg. in Edsberg) war ein schwedischer Staatsmann.

## Leben

### Herkunft und Familie
Gabriel Bengtsson Oxenstierna war Angehöriger der Freiherren Oxenstierna af Eka och Lindö. Seine Eltern waren Bengt Gabrielsson Oxenstierna († 1591) und Sigrid Gustafsdotter, (geborene Tre Rosor). Er vermählte sich 1610 mit Anna Gustafsdotter Banér (1585–1656). Aus der Ehe gingen 11 Kinder hervor, darunter:
- Gabriel Gabrielsson Oxenstierna (1619–1673), schwedischer Reichsrat und Reichsmarschall
- Anna Gabrieldotter Oxenstierna (1620–1691), ⚭ 1658 Christoph Delphicus von Dohna (1628–1668), schwedischer General und Diplomat
- Bengt Gabrielsson Oxenstierna (1623–1702), schwedischer Staatsmann
- Gustaf Gabrielsson Oxenstierna (1626–1693), schwedischer Reichsrat und General

### Werdegang
Oxenstierna war 1606 Kammerjunker am Hofe Karls IX. Er war von 1611 bis 1617 Gouverneur von Estland und hat am Kalmarkrieg teilgenommen. 1617 wurde er Reichsrat und zum Reichsfeldzeugmeister ernannt und 1627 zum Lagman in Värmland. Von 1631 bis 1634 war er Generalgouverneur in Finnland und von 1634 bis 1652 Reichsschatzmeister. Zwischenzeitlich, in den Jahren 1645 bis 1647 war er Generalgouverneur in Schwedisch-Livland und ließ 1646 erstmals ein Leuchtfeuer an der Südspitze von Oesel errichten. Schließlich wurde er 1652 Reichsadmiral, was er bis 1656 blieb.
Oxenstierna war seit 1651 der erster Graf von Korsholm und Vasa in Österbotten und hatte umfangreichen weiteren Landbesitz. 1626 und 1630 wurde er Eigentümer von Aya, Wendohof, Altenturm und Klein-Caster in Livland. Die ebenfalls livländischen Güter Cremon und Engelhardshof hatte er bereits 1625 erhalten, Serbigall kam 1634 hinzu. Die schwedischen Güter Edsberg und Moholm kamen wenig nach 1630 bzw. 1636 in seinen Besitz. In den Jahren 1634 bis 1638 ließ er Schloss Rosersberg für sich erbauen.